# L'amore ai tempi del colera
L'amore ai tempi del colera (El amor en los tiempos del cólera) è un romanzo dello scrittore colombiano Gabriel García Márquez (Premio Nobel per la letteratura 1982), pubblicato nel 1985 in lingua spagnola con una tiratura milionaria, traduzioni quasi immediate in molte altre lingue ed enorme successo di pubblico. Intento dell’autore durante la lavorazione era «scrivere un romanzo del XX secolo come si scriveva nel XIX secolo».

## Trama
La città di Cartagena, Colombia. 1933. (il riferimento è dato dall'elezione del presidente colombiano Enrique Olaya Herrera, in carica dall'agosto 1930 all'agosto 1934 combinato con una Pentecoste in Giugno, da quanto si evince dalle prime pagine - scena del pranzo del dottor Olivella). Alle prime luci dell'alba della domenica di Pentecoste, l’anziano medico Juvenal Urbino, membro molto stimato e rispettato della comunità locale, viene chiamato a recarsi presso la casa di Jeremiah de Saint-Amour, esule antilliano nonché suo amico personale morto suicida la notte precedente, per redigerne il certificato di morte. Scosso anche dall'incontro con l'amante di Jeremiah, il giorno del funerale, dopo una grandiosa festa a cui partecipa assieme a tutta l'alta società locale, anche Juvenal perde la vita per un banale incidente domestico dopo essere rientrato a casa. Terminate le esequie e ricevute le successive visite in casa per le condoglianze, la vedova Fermina Daza rimane infine sola con Florentino Ariza, suo spasimante e fidanzato in gioventù, che approfitta della solitudine per confessarle di essere ancora innamorato di lei a distanza di oltre mezzo secolo di mancanza e le rinnova il suo giuramento di amore perenne fattole durante il loro fidanzamento.
Durante la seconda metà dell'Ottocento, il giovane Florentino Ariza, figlio illegittimo di un ricco armatore di mezzi navali fluviali, cresciuto dalla sola madre merciaia e prestatrice nel retrobottega del suo esercizio, viene impiegato come telegrafista ed inserviente presso la posta locale. Appassionato di poesia nonché abile violinista, una mattina viene incaricato di consegnare semplicemente un normale telegramma a Lorenzo Daza, ufficialmente conosciuto come commerciante di mule (sebbene non particolarmente specchiato riguardo ai suoi affari) appena immigrato dalla Spagna. Effettuata regolarmente la consegna, accompagnato alla porta Florentino vede di sfuggita presso una stanza della villa la figlia adolescente di Lorenzo Daza, Fermina, casualmente sopraggiunta, e si innamora di lei a prima vista. Dopo numerosi timidi avvicinamenti e molto tempo trascorso in solitudine nei paraggi della casa e della scuola che frequenta la ragazza, Florentino riesce finalmente a conoscere Fermina e, attraverso la complicità della zia Escolástica, inizia con lei una relazione amorosa prettamente epistolare. Venutasi a scoprire la cosa tramite un'insegnante di sua figlia, Lorenzo, che mira a far sposare la bellissima Fermina con un uomo ben più importante e facoltoso di un telegrafista, non sopportando che l'infatuazione dei due giovani ostacoli i suoi piani di ascesa sociale intima a Florentino di non proseguire oltre. Ricevuto un suo garbato, pacato ma fermo rifiuto, Lorenzo si trasferisce momentaneamente con la figlia in un lontano villaggio per qualche tempo, nella speranza di farle dimenticare Florentino. Ma il suo intento fallisce, perché la complicità dei telegrafisti in tutti gli uffici postali intermedi fa sì che i due giovani continuino a rimanere in contatto sia durante il viaggio sia durante la momentanea permanenza nel villaggio dove si stabiliscono. Alcuni giorni dopo il suo rientro, avvenuto pochi anni dopo, nel 1879, la diciottenne Fermina Daza rincontra al mercato centrale della città Florentino, sopraggiunto per rivederla. Purtroppo, alla vista dell'uomo, la giovane si rende improvvisamente conto che tutto il suo sentimento in realtà consiste di un'illusione, di non amarlo più e provare ora solo sentimenti di pietà per aver deluso un uomo perbene così innamorato. Fermina rompe quindi bruscamente il fidanzamento, chiedendo a Florentino la restituzione di tutte le lettere, dei regali e della treccia di capelli che gli aveva regalato anzitempo prima di partire e da lui quasi religiosamente conservata, precipitandolo nello sconforto. Eppure, la devastante delusione non impedisce a Florentino di continuare ad amarla infinitamente, come prima, serbando questo suo sentimento senza mai venirgli meno.
Dopo la rottura del fidanzamento con Florentino, Fermina Daza conosce il giovane dottore Juvenal Urbino, scapolo più ambito della città e medico di già grande fama, rientrato da poco in Colombia dopo gli studi svolti a Parigi, conosciuto durante una visita su richiesta del padre perché sospettata di aver contratto il colera. Corteggiata, dopo essersi opposta in modo deciso, Fermina cede al desiderio del padre di fidanzarsi perché teme di rimanere sola, ed accetta così di sposare il giovane medico. Nel matrimonio in cui Lorenzo Daza aveva così tanto sperato (probabilmente, molto più per sé stesso che per la figlia) però, non c'è amore tra gli sposi, e subirà così il tedio della vita mondana, le liti furibonde, e sarà minato da un tradimento di Juvenal con una giovanissima paziente che provocherà un allontanamento volontario di Fermina della durata di ben tre anni. L'unione termina tragicamente una sera di Pentecoste, quando Juvenal, per recuperare e riassicurare alla sua gabbietta un costoso pappagallo ammaestrato furtivamente fuggito (uno dei numerosi animali adottati nel corso degli anni da Fermina e a tratti molto malvolentieri sopportati dal marito) sale su una scala appoggiata ad un albero del loro giardino che però scivola e provoca una rovinosa, fatale, caduta a terra.
Nel frattempo, nel corso di ben Cinquantun' anni, nove mesi e quattro giorni, compresa la difficoltà anche di condizioni sociali che lo limita, Florentino Ariza prende la decisione di farsi nome e fortuna per poter così avvicinarsi alla società altolocata ormai frequentata dall'amata assieme al marito. In attesa che Fermina rimanga vedova, evento che è ben conscio di dover attendere per poter coronare il suo sogno, Florentino decide di farsi assumere nella Compagnia Fluviale dei Caraibi, appartenuta al Padre (morto ormai da tempo, senza eredi ufficiali) ed ora detenuta e governata dallo zio Leon XII (così chiamato in onore di Leone XII, pontefice in carica alla sua nascita). Negli anni, Florentino riesce a far costantemente carriera all’interno della compagnia, grazie alla sua caparbietà e laboriosità, fino ad ereditarla a discapito dei quattro cugini, tutti morti sul lavoro, nonché della cugina, diventata presto carne da convento - comunque sinceramente vocata alla vita ecclesiale. Questi successi gli permettono così di incontrare con più facilità Fermina, soprattutto in occasione di eventi mondani, ma sistematicamente la Donna, adesso madre di due figli e consumata dalla quotidianità vissuta assieme al suo rivale, ostenta al suo cospetto sempre una ferrea indifferenza, senza mostrare di ricordare i giorni di quel loro amore. Eppure, nonostante tutta la situazione remi contro il suo sogno, Florentino continua imperterrito a rispettare la speranza di poter vivere la sua vita accanto a Fermina; cionondimeno, Florentino coltiverà, con totale discrezione, nel corso degli anni numerose storie clandestine, con le più diverse e svariate donne, ognuna delle quali gli dona una diversificata esperienza che lo accompagnerà anno dopo anno trascorso lontano dalla sua vera amata.
Venuto infine a conoscenza del tanto atteso lutto, Florentino Ariza, dopo aver rispettosamente omaggiato il rivale, attende che tutti gli ospiti sopraggiunti per le condoglianze si congedino per rimanere solo. Così, emozionatissimo, ribadisce a Fermina la sua promessa così a lungo serbata. Tutt'altro che lusingata per quella dichiarazione fatta in casa sua dopo così breve tempo dalla scomparsa del marito, Fermina trattiene a stento l'istinto di maledirlo e con pacata ma risoluta veemenza lo allontana irritatissima dalla sua villa, intimandogli di non farsi più vedere per tutti gli anni di vita che gli restano, augurandogli al contempo che siano molto pochi. Florentino non si perde d'animo e per un anno seguita a scriverle lettere, che riusciranno, a poco a poco, a riconquistare la fiducia di Fermina. Iniziano così a vedersi dapprima molto saltuariamente, poi via via più regolarmente per il tè del pomeriggio. Piano piano, ritornano a parlare del passato, ma le speranze di Florentino si scontrano più volte con puntuali resistenze. Infine, anche con il consenso del figlio e della nuora di Fermina, Florentino riesce finalmente ad entrare nella sua vita e la invita così ad una crociera su un battello fluviale che risale il fiume Magdalena, seguendo l'itinerario che lo stesso aveva percorso più di cinquant’anni prima per allontanarsi dalla città in cui ne soffriva la sua assenza dopo essere stato improvvisamente abbandonato. Nello splendido isolamento della suite accanto a quella del capitano, i due ormai ultrasettantenni fanno finalmente l'amore, in un viaggio così intenso, struggente, romantico, luminoso, ostinatamente desiderato per un totale di ben cinquantatré anni, sette mesi e undici giorni - notti comprese, che si vorrebbe solamente, semplicemente non terminasse mai.

## Personaggi
- Florentino Ariza è il protagonista del romanzo. Si tratta di un uomo dal carattere malinconico, occhi spaventati, che veste in maniera austera con un completo in velluto nero, indossa occhiali da vista dalle lenti spesse. All'inizio della storia è impiegato telegrafista, ma per riuscire quantomeno ad avvicinare l'alta società locale frequentata dall'amata Fermina assieme all'illustre marito, decide di intraprendere la carriera all'interno della Compagnia Fluviale dei Caraibi, detenuta e poi ereditata dallo zio Leon XII. Sebbene abbia diverse amanti nel corso della sua vita, attratte dal suo bisogno d'amore, si sente sempre legato a Fermina Daza, con la quale ha avuto un rapporto amoroso di natura prevalentemente epistolare da giovane, ed il suo cuore le apparterrà nonostante tutta la situazione gli remi contro.
- Fermina Daza è la donna amata sia da Florentino Ariza sia da Juvenal Urbino. Nel libro viene tratteggiata come una fanciulla dal carattere forte, altera, testarda e orgogliosa, oltre che bellissima. Cresce senza madre, della quale trova un surrogato nella zia Escolástica, e con il padre, uomo dal carattere altrettanto imperioso, con il quale avrà sempre un rapporto contrastato. L'altro affetto familiare che ha al mondo è costituito dalla cugina e confidente Hildebranda. Crescendo diventa una donna elegante e di classe, temuta e corteggiata socialmente, osteggiata dalla suocera, ma adorata dal marito. Insieme formano una coppia solidissima e armoniosa, arbitra di ogni evento storico e mondano, filantropica e colta, ma non priva di contrasti, rappresentati perlopiù da piccole incomprensioni quotidiane e da un tradimento del dottor Urbino, che tuttavia riescono a superare a prezzo di una lontananza di tre anni. Una volta vedova, dapprima allontana e poi lascia avvicinare Florentino Ariza, complice anche il sospetto di un tradimento del defunto marito con una sua cara amica; anche nel rinnovato amore senile rimane tuttavia fedele a sé stessa, al suo carattere "da mula d'oro", come la definì una volta suo padre.
- Juvenal Urbino è il marito di Fermina Daza. Proviene da una famiglia della nobiltà cittadina. Ha studiato Medicina a Parigi, città in cui ha portato più volte la moglie a cominciare dal viaggio di nozze. Membro molto stimato della comunità locale, cui non manca mai di porre il suo aiuto anche economico nonché culturale e naturalmente sanitario, alla sua morte le campane delle chiese suonano a lutto, privilegio allora riservato solo alle grandi personalità.
- Tránsito Ariza è la madre di Florentino Ariza, rimasta incinta del figlio durante una relazione clandestina con un uomo sposato, che gestisce una merceria e un banco dei pegni in un quartiere popolare della città. Viene descritta come una madre amorevole, che segue tutte le peripezie amorose del figlio, offrendogli il proprio sostegno, supporto ed esperienza anche sentimentale. Non si sposerà mai, non avrà mai nessuna relazione con nessun uomo e morirà dopo aver completamente perduto la memoria.
- León XII è lo zio di Florentino Ariza. Così chiamato in onore del pontefice Leone XII, in carica la prima metà dell'Ottocento, ha cinque figli: quattro maschi e una femmina. Sfortunatamente, i maschi muoiono tutti prematuramente a causa di incidenti sul lavoro, mentre la loro sorella si mostrerà presto sinceramente vocata alla vita ecclesiale e si ritirerà in convento. Per tale motivo, Léon XII alla fine della sua carriera affiderà la Compagnia Fluviale dei Caraibi al nipote Florentino, che ha fatto importante e costante carriera presso la sua compagnia, dimostrandosene meritevole.
- Lorenzo Daza, padre di Fermina, ha accumulato ingenti ricchezze tramite attività commerciali quasi interamente illecite ad eccezione del suo ufficiale commercio di mule. Si oppone all'amore che Florentino prova nei confronti di Fermina, ma accetta subito con gioia la proposta del dottor Urbino, facendo ogni cosa in suo potere perché Fermina sposi il miglior partito della città. Infatti, avendo sempre avuto grandi progetti matrimoniali, e ritenendo che una ragazza come Fermina sia troppo bella per sposare un semplice telegrafista, l'allontana dal suo primo innamorato, Florentino Ariza. Si è trasferito con la bimba da un piccolo villaggio dell'entroterra alla capitale proprio per questo scopo: trasformare la figlia di un commerciante di mule in una signora dell’alta società. Diviene ricco sulla base di traffici loschi, non curandosi di infrangere la legge, in modo da avere contatti importanti ("Non esiste legge divina né umana che quel tipo non abbia superato", sarà il perentorio giudizio che Juvenal Urbino sentirà sul suocero da parte del Governatore Provinciale in persona). Alla fine, i suoi progetti di ascesa sociale avranno successo in quanto Fermina sposerà il dottor Urbino, ma poco dopo sarà costretto ad abbandonare la città quando si scopre la vera natura dei suoi traffici. Morirà nel suo paese natale senza rivedere la figlia.
- Escolástica è la zia di Fermina Daza, e insieme sua confidente e custode. Quando Lorenzo Daza scopre che lei ha facilitato la relazione con Florentino, la caccia via di casa. Fermina la cercherà in vari luoghi, ma non riuscirà mai a trovarla né perdonerà il padre per averla allontanata in quanto per lei era un surrogato della figura materna.
- Hildebranda Sánchez è la cugina di Fermina e la sua migliore amica. Si conoscono nel viaggio intrapreso da Lorenzo Daza per allontanare la figlia da Florentino, e rimarranno amiche per tutta la vita. Definisce Florentino come un uomo "brutto e triste, ma tutto amore".
- Leona Cassiani è un'impiegata della Compagnia Fluviale dei Caraibi. Florentino Ariza la incontra su un tram, e riesce a farla assumere nella compagnia, dove si guadagna la fiducia sia di Florentino sia di León XII.
- América Vicuña è una quattordicenne affidata a Florentino Ariza. Sono in rapporti di parentela, ma per un certo periodo intrattengono discutibili relazioni amorose. Dopo che lui riallaccia il rapporto con Fermina Daza, América si suicida apparentemente in seguito all'esito negativo di un esame scolastico, ma il vero motivo è la lettura della corrispondenza di Florentino dove apprende del suo amore per Fermina.

## Critica

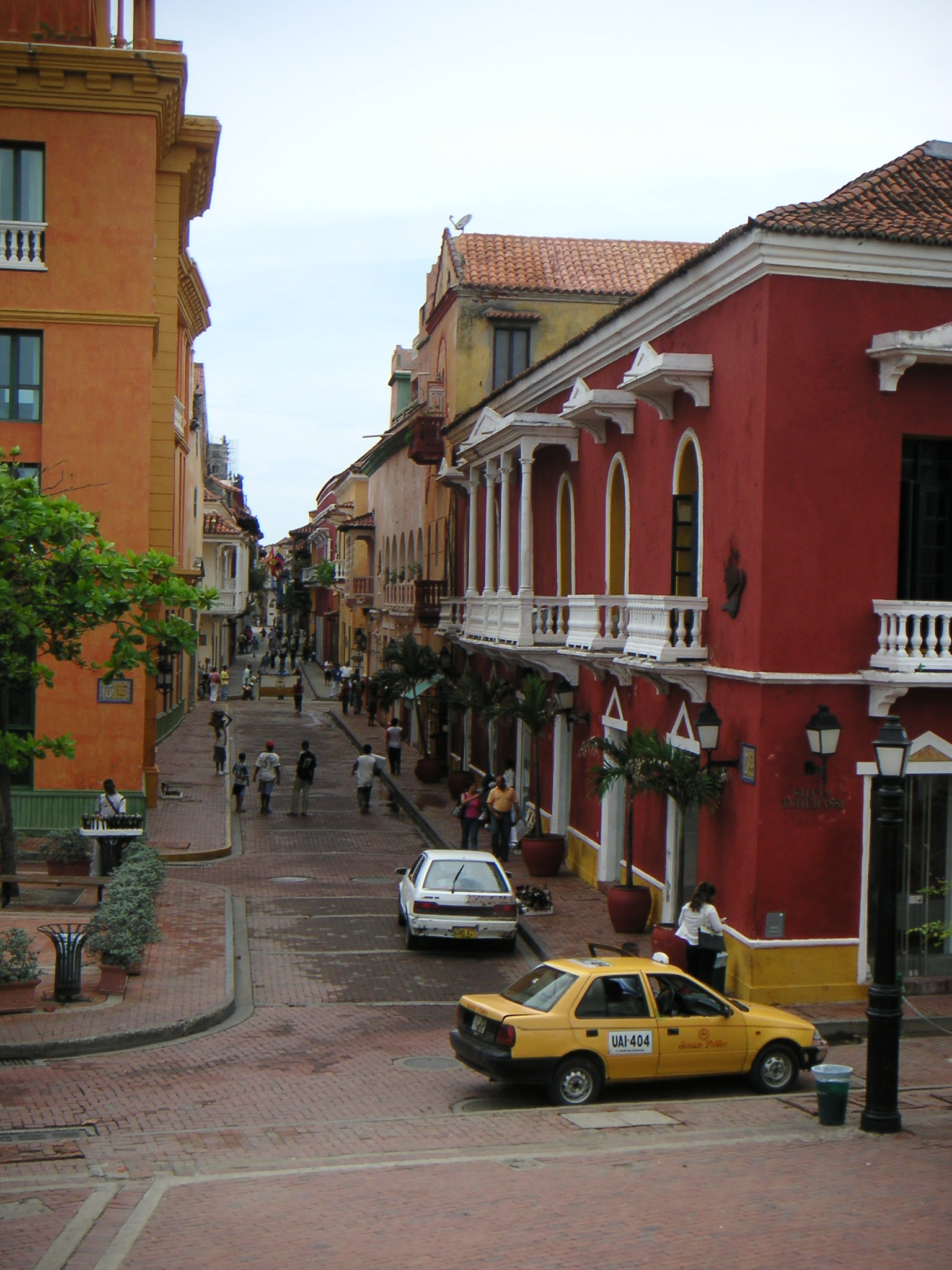
Cartagena de Indias

L'amore ai tempi del colera è il primo romanzo pubblicato da García Márquez dopo il premio Nobel: mai nessuna sua opera riceverà così tante critiche da chi lo aspetta al varco, pur ottenendo un immenso successo di pubblico. Nel 1983 l'autore torna a vivere in Colombia dopo un breve esilio volontario in Messico, perché non ritiene di essere al sicuro nel proprio paese. Ha in progetto un nuovo quotidiano da intitolarsi El Otro, che finanzierà con i fondi del premio; ma quando tutto è pronto per iniziare, García Márquez acquista una casa a Cartagena dove vive ancora la sua famiglia, e vi si chiude per scrivere quello che chiama “il romanzo dei vecchietti”. Tutto sembra avere inizio da un sogno, quello di “un romanzo in cui un vecchio di ottant'anni vive una storia di frenesia sessuale con una vecchia di settanta”.
Al momento della scrittura prendono il sopravvento i ricordi personali.
 
La prima parte del romanzo è la rievocazione del fidanzamento dei suoi genitori: il padre Gabriel Eligio García Martínez, telegrafista, si era tenuto in contatto con la futura madre dello scrittore, Luisa Santiaga Márquez Iguarán grazie alla complicità dei colleghi telegrafisti quando il padre della ragazza la porta via dalla città per allontanarla da un matrimonio osteggiato. A differenza del romanzo, al ritorno di Luisa Santiaga i due si erano sposati in segreto l’11 giugno 1926. Anche Gabriel Eligio era un violinista dilettante, come Florentino Ariza.
Il viaggio finale dei due amanti rievoca le undici navigazioni dell’autore sullo stesso fiume, che negli anni Ottanta era già un fiume morto, inquinato e devastato dal disboscamento selvaggio. Secondo Michael Bell questo è il suo più riuscito tentativo di scrivere un romanzo genuinamente popolare e accessibile pur conservando “la sofisticazione di un’elevata coscienza modernista”. Per Grynor Rojo parla della parodia di un romanzo pre-borghese per la storia di Florentino e Fermina, e della parodia di un romanzo borghese “che contiene in sé meccanismi della propria disintegrazione” per la storia d’amore di Fermina con il marito Juvenal.

## Opere derivate
Nel 2007 il romanzo è stato adattato per il grande schermo dal regista Mike Newell già affermatosi grazie al suo lavoro con il quarto film della saga di Harry Potter. L'amore ai tempi del colera vede come protagonisti Giovanna Mezzogiorno e Javier Bardem nei ruoli di Fermina e Florentino.
Alla colonna sonora del film ha collaborato la cantautrice colombiana Shakira, autrice di alcuni pezzi ed interprete di tutte le musiche.

## Edizioni
- Gabriel García Márquez, L'amore ai tempi del colera, edito da Arnoldo Mondadori Editore, collana Oscar classici moderni, traduzione di A. Morino, ISBN 978-88-04-57807-9.
- Gabriel García Márquez, L'amore ai tempi del colera, edito da Arnoldo Mondadori Editore, collana Oscar scrittori moderni, traduzione di C. M. Valentinetti, ISBN 978-88-04-54316-9.
- Gabriel García Márquez, Opere narrative, volume secondo, trad. di Angelo Morino, Meridiani Collezione, Mondadori, 2004, ISBN 9788804551379.